# Distrikt Namutumba
Namutumba ist ein Distrikt in Ostuganda. Die Hauptstadt des Distrikts ist Namutumba.

## Lage
Der Distrikt Namutumba grenzt im Norden an den Distrikt Pallisa, im Nordosten an den Distrikt Kibuku, im Südosten an den Distrikt Butaleja, im Süden an den Distrikt Bugiri, im Südwesten an den Distrikt Iganga und im Nordwesten an den Distrikt Kaliro.

## Geschichte
Der Distrikt entstand 2006 aus Teilen des Distrikt Iganga.

## Demografie
Die Bevölkerungszahl wird für 2020 auf 306.500 geschätzt. Davon lebten im selben Jahr 7,4 Prozent in städtischen Regionen und 92,6 Prozent in ländlichen Regionen.
| Zensusjahr | Einwohnerzahl |
| ---------- | ------------- |
| 1994       | 123.871       |
| 2002       | 167.691       |
| 2014       | 252.557       |

## Wirtschaft
Subsistenzlandwirtschaft und Tierhaltung sind die beiden wichtigsten wirtschaftlichen Aktivitäten im Distrikt.